# Beta Fighter
Beta Fighter es parte del sistema modular de Fighters Veritech, de la serie de ficción "Robotech". A pesar de ser un Veritech aparte, puede conectar con el Alpha Fighter agregándole grandes cantidades de misiles de corto alcance y la flexibilidad de una transformación en modo Battloid mientras que todavía está unida al Beta, dotándolo así de mayor potencia. Cuando la situación lo exige, los dos Veritechs pueden separarse y luchar como dos unidades de combate totalmente independientes.
La combinación Beta y Alpha se utiliza generalmente para ingresar la atmósfera de un planeta desde el espacio (o viceversa), y para el combate espacial (donde se suelen separar para doblar el número de Veritechs).
Los armamentos del Beta Fighter son similares a los del Alpha Fighter, pero con mayor alcance y poder destructivo. Un GU-XX se aloja en el centro del fuselaje, y uno en cada pierna, que pueden disparar desde una posición fija solamente en modos jet y guardián. La recarga automática les confiere mucha mayor velocidad que las GU-XX de mano del Alpha Fighter. Los misiles de medio y largo alcance se pueden disparar desde varias posiciones. Dos misiles pesados en el frente, seis misiles de mediano alcance en los lanzadores superiores y ocho misiles de corto alcance (de los cuales posee mayor cantidad) en cada una de las bahías superiores retractables de misiles (que forman el pecho cuando está en modo Battloid). Además, el Beta puede transportar y soltar bombas desde su compartimiento de carga mientras se encuentra en modo jet (haciendo de una especie de bombardero) y tiene 20 misiles de corto alcance adicionales en modo Battloid (10 en cada pierna). Las manos y los brazos están diseñados de una manera tal que el beta no puede utilizar armas de estilo de GU o del EU. Debe confiar en los misiles, el combate mano a mano y en su velocidad (no maniobrabilidad).
El Beta Fighter fue diseñado específicamente para ser un respaldo pesado o contraparte del veloz Alpha Fighter. Por lo tanto, el Beta es mucho más grande y posee más armamento. Aunque sus propulsores cohete pueden lograr una velocidad de Mach 8, su maniobrabilidad es mínima. SE lo dotó de velocidades de Mach 8 para poder escapar de fuerzas gravitacionales (como la atmósfera de la Tierra), y hacer reentradas y ataques precipitados a planetas. La velocidad Mach 8 también lo empareja en velocidad con algunas de las naves Invid que el Alpha Fighter y Beta Fighter fueron diseñados para combatir. La mayor velocidad que puede alcanzar un beta sin lo propulsores cohete es menor a Mach 2 dado que el Beta no es nada aerodinámico. El Beta es también menos maniobrable que su contraparte el Alpha Fighter. En equipo, el Beta proporciona la fuerza y el poder adicional, mientras que el Alpha] proporciona velocidad y agilidad. La única diferencia entre todo los Betas es su color e insignias que los distinguen. Incluso el Beta Shadow es igual salvo que los colores son azul-negro y gris y tiene la “el dispositivo Shadow” que lo hace invisible a los sensores y al radar del protocultura; y el cañón Sychro, que le da mayor poder de fuego.

## Especificaciones
Equipo:1 piloto, más dos personas en la carlinga. 10 pasajeros en el compartimiento de carga.
|            | Fighter                                              | Guardian                                             | Battloid                                             |
| ---------- | ---------------------------------------------------- | ---------------------------------------------------- | ---------------------------------------------------- |
| Velocidad: | 1206mph, 5561mph con los propulsores                 | 600mph                                               | 80mph corriendo, 300mph volando                      |
| Alto:      | 20ft                                                 | 28ft                                                 | 35ft                                                 |
| Ancho:     | 64ft                                                 | 64ft                                                 | 28ft                                                 |
| Peso:      | 14 toneladas sin los misiles, 19.5 toneladas cargado | 14 toneladas sin los misiles, 19.5 toneladas cargado | 14 toneladas sin los misiles, 19.5 toneladas cargado |

## Sistemas de Armas
- 80 SRM en el pecho
- 20 SRM en las piernas
- 6 MRM
- 2 LRM en el pecho
- 1 armas vaina GU-11 de35mm en el pecho
- 2 armas vaina GU-11 de 35mm en las piernas
- 16 bombas de gravedad

## Enlaces
- Sitio para fanáticos de Robotech, con información muy completa, descargas y cuenta con un Mini-Shop propio(en español)

- Datos: Q5727277